# مؤسسة عمر بنجلون
مؤسسة عمر بنجلون هي مؤسسة مغربية مقرها قائم بمراكش تعمل مؤسسة عمر بنجلون منذ عام 1996 في مجال الرعاية الثقافية، ولا سيما في ترميم والحفاظ على التراث المعماري والفني، وتتمثل في إنشاء المتاحف، إحداث الفضاءات الثقافية ونشر اوالمشاركة في نشر الأعمال وكتالوجات عن الفن والثقافة، وتوجيه هذه الأنشطة لإعادة إحياء الثقافة المغربية.
أنشطة أخرى لمؤسسة عمر بنجلون
ترميم مدرسة بن يوسف
ترميم قبة المرابطين
ترميم «الابراج» وإنشاء متحف الابراج للفنون بالدار البيضاء